# 中國國際貨運航空
中國國際貨運航空，簡稱國貨航（深交所：001391），創立於2003年12月12日，注册资本106.9億元人民幣，员工5200余人，經營全貨運航線，至2020年11月，國貨航擁有8架777F貨機，3架747-400貨機，同時，國貨航擁有4架757-200SF貨機投入貨郵包機運營。除此之外，國貨航還獨家經營中國國航全部客機腹艙。

## 历史
1988年中国国际航空公司挂牌时，货运部为国航营运部下辖机构:545，1989年12月26日改为国航营运部货运处:546。国航天津分公司1990年8月挂牌后，原民航天津市局运输服务科改为国航天津分公司货运部，该年10月24日又改为天津分公司货运中心:552。
1990年10月，国航引进一架波音747-200F全货机，启用“AIR CHINA CARGO”机身标识，唯中文标识仍为邓小平题写的“中国国际航空公司”字样:256，这也是中国民航史上首架宽体货机。1992年，中国民用航空局为将天津发展成货运基地，从中国通用航空调拨2架安托諾夫An-12与2架L-100-30型（C-130民用衍生款）至国航天津分公司:656。
1994年6月21日，国航营运部撤销，改组为客运部、货运部、地面服务部，其中国航货运部于该年7月13日挂牌成立:546。
2001年10月18日，国航第90次总裁办公会议决定由国航、中信泰富、首都机场集团三方合资成立中国国际货运航空有限公司，为确保顺利过渡，2001年11月16日先行成立国航货运分公司:554，当时拥有4架波音747-200货机（其中3架由原客货混合机改造而来）:549，原国航货运部改为国航货运分公司北京货运部:551，原国航天津分公司货运中心随后于2001年12月改为国航货运分公司天津货运部:552。国货航挂牌前，国航于2003年9月从新航货运引进一架波音747-400F:651-652。
中國國際貨運航空于2003年3月3日举行三方合资签字仪式，其中国航持有51%的股份:56，中信泰富持股25%，首都机场持股24%，2003年8月28日获商务部批复同意:554。2003年10月23日，国航将西南、浙江、重庆、内蒙古分公司的货运业务划归国货航:555。2003年12月12日，国货航正式挂牌成立，初期在北京、成都、天津、杭州均设有运营基地:554。
2006年6月30日，国货航获民航华北局颁发《公共运输承运人运行合格证》和《运行规范》。2007年10月28日，国货航正式承接国航股份全部货运航权，继续沿用国航股份的两字代码CA和三字结算代码999，同时三字代码由“CCA”变为“CAO”，中文无线电呼号由“国航”变为“凤凰”，英文无线电呼号由“Air China”变为“Air China Freight”，机身标识亦出现变动：英文标识“AIR CHINA CARGO”中的“CARGO”改为手写体，中文标识由手写体“中国国际航空公司”改为加粗黑体“中国国际货运航空”。
2010年2月25日，國泰航空與中國國際航空訂立框架協議和相關協議，成立一家共同擁有的貨運航空公司，以中國國際航空旗下中國國際貨運航空公司為合資平台。合資項目在2011年5月6日正式完成，重組後的中國國際貨運航空在同日於北京舉行合資慶典。交易完成後，國航持有中國國際貨運航空51%的股權，國泰航空中國貨運控股則持有直接認購的25%的股本權益，以及通過向一個海外信託公司朗星有限公司提供貸款的回報持有的另外24%經濟權益。國泰在此項合資交易的總投資額為16.69億元人民幣。
國貨航將以上海作主要營運基地，而國泰將出售旗下部分波音747貨機予國貨航，使國貨航的貨機數目在短期內增加至12架。
2017年中國國際貨運航空公司營業收入112.64億元人民幣，同比增長24.84%；歸屬於母公司的淨利潤11.04億元，去年同期為0.11億元。
2018年8月30日，中國國際航空以24.39億人民幣出售中國國際貨運航空51%股權给控股股東中航集團，預期出售收益4.11億人民幣。国航出售国货航股权后，意味着国货航的混合所有制改革正式启动。2020年11月，國貨航与中航集团旗下中航资本控股，国泰航空集团旗下国泰货运、朗星，及其他投资者签署增资协议，引入深圳国际、菜鸟网络、中国国新控股以及国货航员工持股平台作为新的投资方。
2022年6月22日，国货航整体改制为股份有限公司:56。
2024年12月30日，中國國際貨運航空在深交所上市，是继东航物流后第二家实现混改上市的国有航空物流企业，亦创下2024年A股IPO规模纪录。

## 機隊

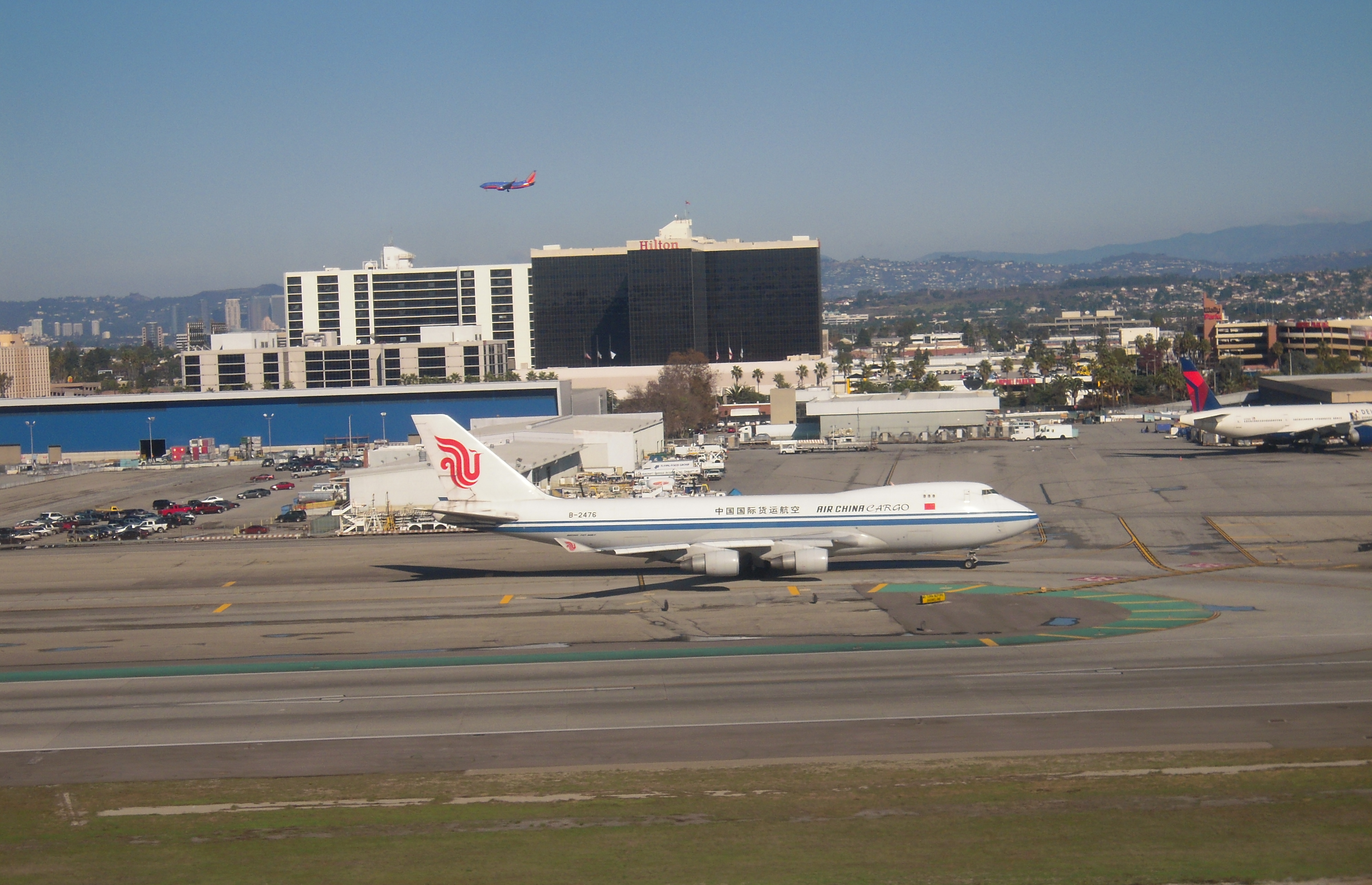
国货航波音747-400F型货机停在洛杉矶国际机场

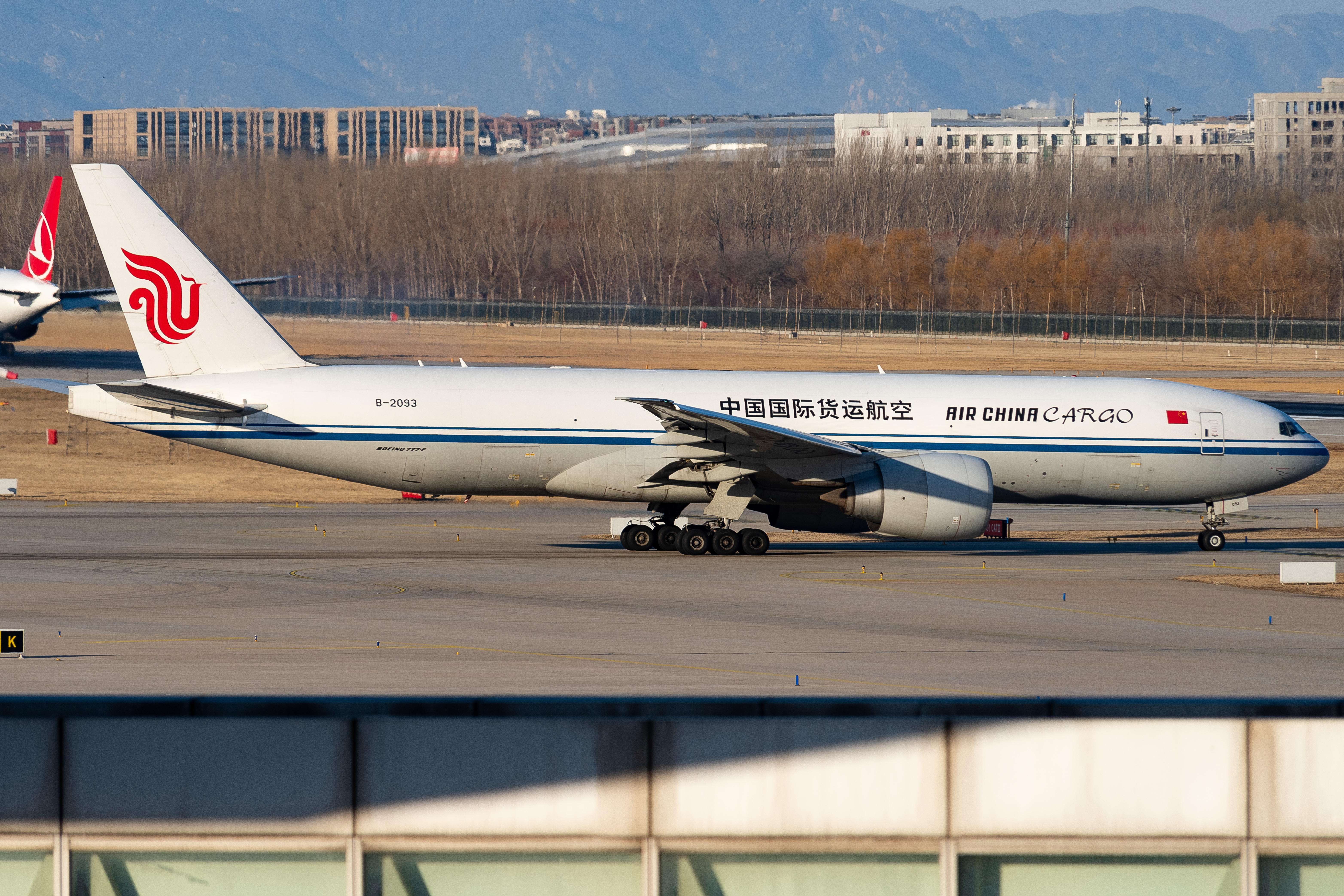
国货航波音777F正在北京首都国际机场等待起飞

截至2025年5月，國貨航的機隊如下：

### 已退役機型
- 波音747-2J6F/2J6SF
- 波音747-4J6BCF/-412BCF
- 波音757-2Z0SF

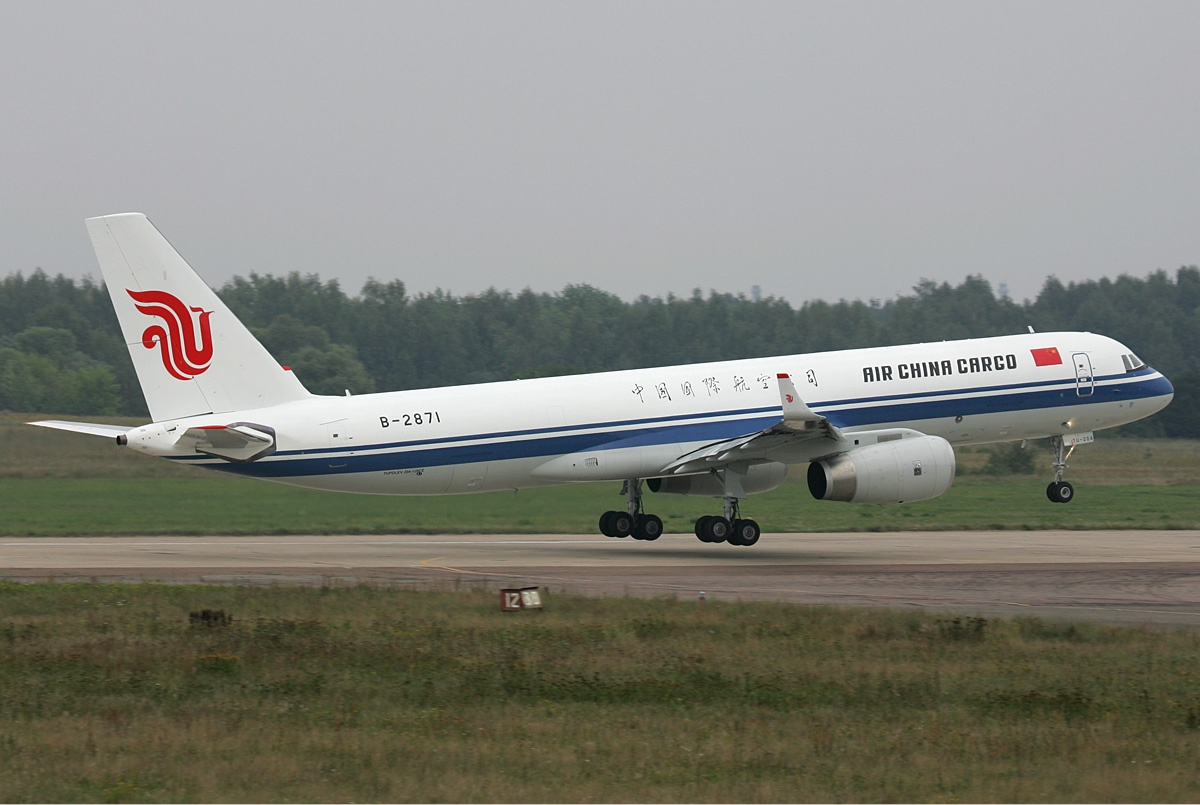
國貨航的圖-204-120CE

- 圖-204（改為中国飞行试验研究院的技術驗證機）